# Франкен, Вильгельм
Вильгельм Франкен (нем. Wilhelm Franken; 11 сентября 1914, Шильдеше, Билефельд — 13 января 1945, Киль) — немецкий офицер-подводник, капитан 3-го ранга (1 января 1945 года).

## Биография
1 июня 1936 года поступил на службу в ВМФ кадетом. 1 июля 1936 года произведен в фенрихи, 1 апреля 1938 года — в лейтенанты. Служил артиллерийским офицером Дунайской флотилии, а затем на линейном корабле «Шарнхорст».

## Вторая мировая война
В октябре 1940 года переведен в подводный флот. В качестве 1-го вахтенного офицера совершил 3 похода на U-331, которой командовал Ганс-Дитрих фон Тизенхаузен, в том числе участвовал в атаке на британский линейный корабль Barham.
С 17 марта 1942 года командир U-565, на которой совершил 11 походов (проведя в море в общей сложности 274 суток). Совершил 6 походов в Средиземное море, где в том числе потопил британский эсминец «Партридж» (водоизмещением 1540 тонн).
30 апреля 1943 года награждён Рыцарским крестом Железного креста.
7 октября 1943 года переведен в командование подводного флота.
Всего за время военных действий Франкен потопил 4 судна общим водоизмещением 12 887 брт.
Погиб во время пожара на борту приспособленного под общежитие корабля «Дар-эр-Салаам».